# Obrezina
Obrezina je naseljeno mjesto u Republici Hrvatskoj u Zagrebačkoj županiji. Nalazi se u Turopolju, a administrativno je u sastavu grada Velike Gorice. Proteže se na površini od 1,79 km². Prema popisu stanovništva iz 2011. godine Obrezina ima 555 stanovnika koji žive u 150 domaćinstava. Gustoća naseljenosti iznosi 310 st./km².

## Stanovništvo
| broj stanovnika | 154   | 149   | 169   | 197   | 203   | 214   | 219   | 270   | 308   | 327   | 334   | 345   | 371   | 384   | 570   | 555   | 403   |
|                 | 1857. | 1869. | 1880. | 1890. | 1900. | 1910. | 1921. | 1931. | 1948. | 1953. | 1961. | 1971. | 1981. | 1991. | 2001. | 2011. | 2021. |